# Ruth Sacks
Ruth Sacks (* 27. September 1977 in Port Elizabeth) ist eine südafrikanische Künstlerin, die hauptsächlich im Bereich der Installationskunst und mit Performances arbeitet.

## Leben
Sacks schloss ihr Studium 2007 an der University of Cape Town in Kapstadt mit einem Master in Fine Arts ab. Sie lebt und arbeitet in Kapstadt.

## Werk und Arbeitsweise
In ihren Arbeiten verwendet Ruth Sacks Fiktion und Geschichte als Stilmittel, um damit die verschiedenen Kontexte, in denen sie arbeitet, zu kommentieren und thematisieren. Alle ihre Arbeiten basieren auf einer Feinfühligkeit für Sprache und der mit dieser verbundenen Möglichkeit von Übersetzungsfehlern. Die von ihr kreierten Installationen, öffentlichen Interventionen und Texte unterliegen vielen Einflüssen.
Ruth Sacks war bereits in einer Vielzahl unterschiedlicher Ausstellungen vertreten, darunter im Südafrikanischen Pavillon der 52. Biennale von Venedig sowie im Rahmen der 1. Biennale für Architektur, Kunst und Landschaft auf den Kanarischen Inseln.
Sacks nahm 2011 als „Artist in Residence“ an einem Programm des Hoger Instituut voor Schone Kunsten (HISK) in Brüssel teil.
Ihre Werke hängen unter anderem im Museum for African Art in New York.